# Lidia Valente de Pérez Tort
Lidia Falina Valente de Pérez Tort (Buenos Aires, 15 de marzo de 1928-ibídem, 22 de junio de 2004) fue una documentalista y política argentina, que se desempeñó como diputada nacional por la Capital Federal entre 1963 y 1965, siendo la única mujer con una banca en el Congreso de la Nación Argentina durante dicho período.

## Biografía
Nació en Buenos Aires en marzo de 1928, hija de inmigrantes italianos.
Estudió en la Universidad Nacional de La Plata, en la Escuela de Bibliotecarios y en el Centro de Documentación Pedagógica de París (Francia), siendo de profesión documentalista, especializada en bibliotecología. Trabajó en el Centro de Documentación Internacional de la Unesco y estuvo a cargo de la biblioteca del Instituto de Investigaciones Botánicas de 1953 a 1957. También trabajó para el gobierno de Francia en materia de documentación agrícola.
En política, adhirió a la Unión Cívica Radical Intransigente antes de incorporarse a la Unión del Pueblo Argentino (UDELPA), del expresidente de facto Pedro Eugenio Aramburu, en 1963.
En las elecciones legislativas de 1963, fue elegida diputada nacional por la Capital Federal, en la lista de UDELPA, cumpliendo un mandato de dos años hasta 1965. Fue la única mujer en el Congreso de la Nación Argentina durante ese período. Integró como vocal la comisión bicameral Administradora de la Biblioteca del Congreso de la Nación y las comisiones de Comercio, de Comunicaciones y de Asuntos Municipales de la Cámara de Diputados. En 1964 presentó un proyecto de ley sobre legitimación adoptiva.
Formó parte del Club Argentino de Mujeres, junto con políticas de otros partidos como la radical Rosa Clotilde Sabattini y la peronista Celina Rodríguez.
Falleció en junio de 2004, a los 76 años.